# Okatcovití
Okatcovití (Monodactylidae) jsou čeleď paprskoploutvých ryb.

## Systematika
Za popisnou autoritu okatcovitých je pokládána dvojice amerických přírodovědců David Starr Jordan a Barton Warren Evermann (1898). Na základě tradiční systematiky spadali okatcovití do sběrného řádu ostnoploutví (Perciformes), v novějších systematických pracích (např. Thacker & Near, 2025) patří do řádu bodloci (Acanthuriformes).
Na základě Eschmeyer's Catalog of Fishes patří k červnu roku 2025 mezi okatcovité pouze jediný rod se čtyřmi druhy:
- Monodactylus Lacepède, 1801 (= Acanthopodus Lacepède, 1802; Centropodus Lacepède, 1801; Psettias Jordan, 1906; Psettus Cuvier, 1829; Stromatoidea Castelnau, 1861)
  - Monodactylus argenteus (Linnaeus, 1758) – okatec stříbřitý
  - Monodactylus falciformis Lacepède, 1801 – okatec indooceánský
  - Monodactylus kottelati Pethiyagoda, 1991 – okatec Kottelatův
  - Monodactylus sebae (Cuvier, 1829) – okatec africký

Některé autority však mezi okatcovitými klasifikují také rod Schuettea:
- Schuettea Steindachner, 1866 (= Bramichthys Waite, 1905)
  - Schuettea scalaripinnis Steindachner, 1866 – okatec zlatohřbetý
  - Schuettea woodwardi (Waite, 1905) – okatec Wooodwardův

## Charakteristika

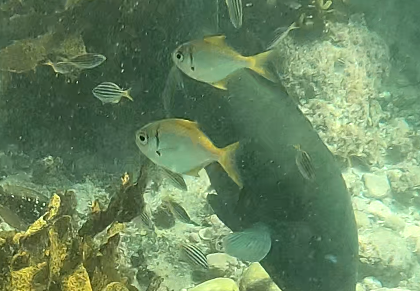
Zástupce rodu Schuettea (S. scalaripinnis)

Okatcovití jsou paprskoploutvé ryby s výrazně zploštělým a velmi vysokým tělem, u některých druhů je dokonce vyšší než delší. Okatec stříbřitý dosahuje délky těla až 25 cm. Hřbetní i řitní ploutev mají dlouhou základnu, první jmenovaná nese 5–8 krátkých stupňovitých ostnů, druhá jmenovaná pouze 3 ostny. Okatcovití se vyznačují kompletní či téměř kompletní ztrátou břišních ploutví u dospělých jedinců, ovšem s výjimkou rodu Schuettea. Zbarvení se pohybuje ve stříbřitých odstínech, tělo pokrývají šupiny cykloidního nebo ktenoidního typu.
Areál výskytu zahrnuje západní Afriku a Indo-Pacifik. Ačkoli jde primárně o mořské ryby, často žijí také v brakické či sladké vodě, v ústích řek často tvoří velká hejna. Loví malé ryby a bezobratlé.
Okatci patří mezi populární akvarijní chovance a přežívají ve sladkovodních akváriích, byť i v zajetí je pro ně vhodnější voda poloslaná či mořská. Dá se konzumovat také jejich maso, byť není příliš chutné.